# Koronagraf
Koronagraf-kameraer skaber en kunstig solformørkelse ved at blokere for Solens blændende lys med en lille skive. Med koronagraferne kan astronomerne studere Solens omegn, hvilket bl.a. gør det muligt at følge de store skyer af elektrisk ladede partikler, der slynges ud i forbindelse med store udbrud på Solen.
Det er vanskeligt at konstruere en koronagraf, som virker godt ved Jordens overflade, fordi det her er svært at undgå spredt lys fra atmosfæren. Det kan dog lade sig gøre, for eksempel findes der én på Mauna Loa, en bjergtop på Hawaii. Men man får langt bedre billeder, hvis man observerer fra en satellit udenfor Jordens atmosfære.
Kameraet kaldes undertiden i stedet koronograf.